# کومانه (ولیکو گرادیشته)
کومانه (به صربی: Kumane) یک منطقهٔ مسکونی در صربستان است که در ولیکو گردیشت واقع شده‌است. کومانه ۴۳۱ نفر جمعیت دارد.